# Spiegazione
La spiegazione (dal latino explicatio) indica l'azione di implementare o sviluppare un'affermazione. Etimologicamente viene a significare l'azione di chiarire ciò che è stato implicato, di rendere chiaro il senso di un concetto non chiaro, nascosto, non visibile o non intuibile o percepibile a prima vista, rendendo comprensibile quello che in un primo momento non lo era.

## Gli ambiti della spiegazione
La spiegazione, quindi, è il processo cognitivo attraverso cui mettere in chiaro il contenuto o il significato di qualcosa, che può essere:
- un evento o una cosa del mondo: le sue origini, le cause, la costituzione e le leggi che regolano il processo della sua formazione, la durata e la scomparsa.
- Il contenuto, significato, un concetto o di un discorso dalle parole o frasi che esprimono un punto di riferimento, in ultima analisi, una questione o un evento nel mondo.

## Spiegazione e teoria della giustificazione
Solitamente la spiegazione si riferisce al tentativo di dare ragione.
Una spiegazione è perciò una dichiarazione che illustra le cause, il contesto e le conseguenze di un soggetto (o un processo o uno stato di cose) e le regole o le leggi in relazione a questo argomento. Alcuni elementi della spiegazione possono essere impliciti.

## Nella scienza
Nella ricerca scientifica, la spiegazione è uno degli scopi e degli obiettivi della ricerca, quali l'esplorazione e la descrizione. La spiegazione è un modo per scoprire nuove conoscenze, e di descrivere i rapporti tra i diversi aspetti dei fenomeni studiati. 
Dichiarazioni hanno variato potere esplicativo.